# カメニャーリ (詩)
カメニャーリ（ウクライナ語: Каменярі）は、ウクライナの作家・詩人イヴァン・フランコが1878年に執筆した詩であり、叙事詩としても分類される。1878年にアルマナック『ドズヴィーン』（Дзвін、鐘の意）で初出。この詩は、ウクライナの抑圧された民衆の闘争を象徴する作品として知られ、フランコ自身も「カメニャーリ」（石工）と呼ばれた。

## 背景と主題
1875年、フランコはガリツィアを徒歩で旅し、民衆の生活や労働を観察した。この際、未舗装の道路で石を砕く石工（カメニャーリ）たちの姿や、カルパティア山脈のドゥクラ峠での鉄道トンネル建設の話を耳にした。これらの印象が詩の着想となり、1878年に執筆された。
フランコは、1878年に投獄から解放された直後にこの詩を書き上げた。詩の中で、石工たちは抑圧や不正を象徴する巨大な岩を砕き、自由への道を切り開く闘士として描かれる。フランコ自身も「我々（ми）」として石工に共感し、ウクライナの解放運動を詩的に表現した。詩の冒頭に登場する「天からの声」は、個人の良心や正義を象徴すると解釈される。
フランコは後に短編小説『炭焼き』（Вугляр、1911年）で石工の過酷な労働を描写し、次のように記した：
| ｢彼らの運命は厳しい。わずか60～80クライツァーの賃金で、風雨や湿気の中で重い鉄のハンマーを振り、石を砕く。…彼らは暗い顔をし、みすぼらしい服を着ていた…｣ |
| —text2 |

## 構成と文体
「カメニャーリ」は、その規模は短いものの、崇高なパトスと英雄的なテーマから叙事詩とも呼ばれる。詩は六歩格のヤンブで書かれ、力強く荘厳なリズムが特徴である。フランコは意図的に重厚な文体を選び、抑圧的な雰囲気から解放への高揚感を表現したと述べている。
原稿はドラホマニウカ（ミハイロ・ドラホマノフが提唱したウクライナ語の正書法）を採用している。

## 象徴性と影響
「カメニャーリ」は、ウクライナの民衆が抑圧や不正に立ち向かう姿を象徴する作品として広く認識されている。詩に登場する石工は、自由と正義のために闘う「自由の奴隷」（раби волі）として描かれ、フランコ自身を含む多くのウクライナ人がこのイメージに共感した。フランコは雑誌『モロダ・ウクライナ』で、ウクライナの国民運動を「巨大な岩を砕く石工」にたとえ、国民意識の欠如が闘争の障害であると述べた。
フランコの墓碑（リチャキウ墓地、リヴィウ）には、石工が岩を砕く姿が刻まれており、彼の「カメニャーリ」としての遺産を象徴している。また、1977年に発見された小惑星は「2428 カメニャーリ」と名付けられた。
ソビエト時代には、「カメニャーリ」の石工が社会主義や革命の闘士として解釈されたが、研究者タマラ・フンドロワは、詩のテーマは革命思想を超えた普遍的な自由の闘争であると指摘している。

## 翻訳
「カメニャーリ」は複数の言語に翻訳されている：
- ポーランド語：シドール・トヴェルドフリブ（ウクライナ語版）（1911年）[1]
- 英語：パーシヴァル・カンディ（1946年、題：The Pioneers）ほか[5][6]
- ブルガリア語：Христо Цанков（1920年）[1]
- チェコ語：Ф. Гомолка（1952年）[1]